# New Orleans (Schiff, 1934)
Die USS New Orleans (Kennung: CA-32, anfangs: CL-32) war ein Schwerer Kreuzer der US-Marine und das Typschiff der New Orleans-Klasse.

## Geschichte
Sie wurde am 14. März 1931 von der New York Naval Shipyard auf Kiel gelegt. Der Stapellauf war am 12. April 1933, und am 15. Februar 1934 wurde sie unter dem Kommando von Captain Allen B. Reed in Dienst gestellt.
Die New Orleans machte im Mai und Juni 1934 eine Testfahrt nach Nordeuropa und kehrte am 28. Juni nach New York zurück. Am 7. Juli lief sie zu einem Treffen mit der Houston, nahm Präsident Franklin D. Roosevelt an Bord, um durch den Panamakanal zu fahren und eine Übung mit dem Luftschiff Macon und dessen Flugzeugen vor der Küste von Kalifornien durchzuführen. Die Fahrt endete am 2. August in Astoria, Oregon. Die New Orleans fuhr weiter nach Panama und Kuba und führte Übungen bis in das Jahr 1935 hinein durch. Danach besuchte sie die namensgleiche Stadt, während sie in den östlichen Pazifik lief, um sich der 6. Kreuzerdivision anzuschließen. Sie kehrte nach New York zurück, wo sie sich vom 20. August bis 7. Dezember 1936 aufhielt, und lief Anfang 1937 wieder in den Pazifik. Am 12. Oktober 1939 traf sie in Hawaii ein, um sich an Übungen zu beteiligen, und wurde vor Kriegsbeginn für Patrouillenfahrten eingesetzt.
Am 7. Dezember 1941, als die Japaner Pearl Harbor angriffen, lag die New Orleans im Hafen und wurde vom Dock aus mit Energie versorgt, da ihre Maschinen gerade repariert wurden. Als durch den Angriff der Strom ausfiel, versuchten die Techniker die Maschinen anzufahren, während die restliche Mannschaft die japanischen Flugzeuge mit Pistolen und Gewehren beschoss. Die Kanonen mussten zwar von Hand bedient werden, aber innerhalb von 10 Minuten waren alle Flugabwehrbatterien im Einsatz. Einige Mitglieder der Besatzung wurden durch einen Nahtreffer einer Splitterbombe verletzt.
Der Kreuzer eskortierte Truppentransporte zu den Palmyra- und Johnston-Atollen, bevor er am 13. Januar 1942 nach San Francisco zurückkehrte, um Reparaturen durchzuführen. Es wurden eine neue Radaranlage sowie 20-mm-Oerlikon-Kanonen installiert. Am 12. Februar fuhr die New Orleans als Flaggschiff einer Eskorte für einen Truppentransport nach Brisbane. Danach begleitete sie einen Konvoi nach Nouméa und kehrte nach Pearl Harbor zurück, um sich der Task Force 11 anzuschließen.
Diese Task Force lief am 15. April aus, um sich der Trägergruppe um die Yorktown südwestlich der Neuen Hebriden anzuschließen. Es waren diese vereinigten Kräfte zusammen mit einer Kreuzer-Zerstörergruppe, die am 7. und 8. Mai die Schlacht im Korallenmeer gewinnen konnten. In dieser Schlacht konnte eine japanische Streitmacht, die die Versorgungslinien von Amerika nach Neuseeland und Australien bedrohte, zurückgeschlagen werden. In dieser Trägerschlacht stand die New Orleans der schwer beschädigten Lexington, die später versenkt wurde, bei und konnte 580 Mann der Besatzung retten und nach Nouméa bringen. Danach patrouillierte sie in den östlichen Salomonen, bis sie nach Pearl Harbor lief, um Munition zu ergänzen.
Am 28. Mai fuhr die New Orleans mit der Enterprise zu den Midwayinseln. Am 2. Juni schloss sie sich der Yorktown an und zwei Tage später nahm sie an der Schlacht um Midway teil, in der vier japanische Flugzeugträger versenkt werden konnten. Die New Orleans war somit am Aufhalten der japanischen Expansion Richtung Süden sowie Richtung Osten beteiligt.
Anschließend ergänzte sie in Pearl Harbor Munition und sonstige Ausrüstung und lief am 7. Juli Richtung Fidschi-Inseln aus, um während der Landung auf Guadalcanal die Saratoga zu schützen. Sie wehrte vom 24. bis 25. August japanische Luftangriffe in der Schlacht bei den Ost-Salomonen ab, als ein japanischer Nachschubkonvoi, der Richtung Guadalcanal unterwegs war, zurückgeschlagen werden konnte. Als die Saratoga am 31. August von einem Torpedo getroffen wurde, begleitete sie diese zurück nach Pearl Harbor, wo sie am 21. September eintraf.

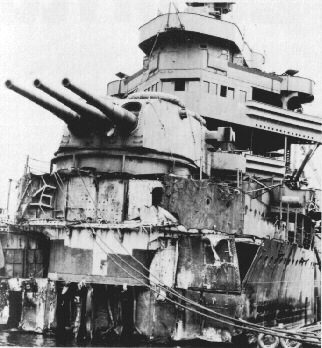
Die New Orleans nach der Schlacht bei Tassafaronga. Vorschiff bis zum Turm 2 durch Torpedotreffer weggerissen

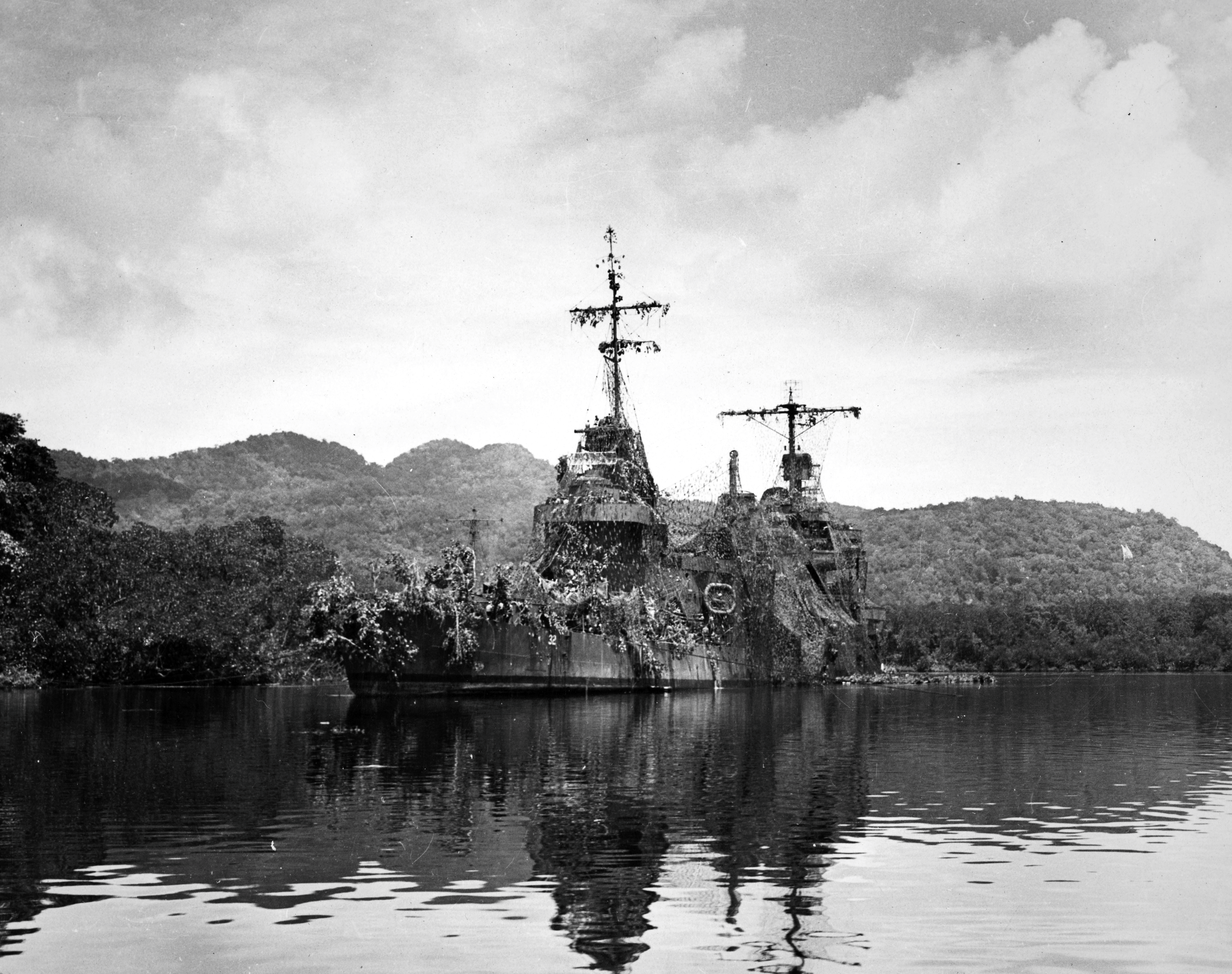
Der schwere Kreuzer New Orleans wurde während Reparaturarbeiten bei Tulagi mit einem Tarnnetz abgedeckt, 1. Dezember 1942

Mit dem reparierten Flugzeugträger lief sie Anfang November wiederum Richtung Fidschi-Inseln aus, von wo sie weiter nach Espiritu Santo lief, wo sie am 27. November eintraf, um sich wieder an den Kämpfen in den Salomonen zu beteiligen. Mit vier weiteren Kreuzern und sechs Zerstörern bekämpfte sie in der Nacht des 30. Novembers in der Schlacht bei Tassafaronga eine japanische Transportzerstörer-Streitmacht. Als das Flaggschiff Minneapolis von zwei Torpedos getroffen wurde, musste die New Orleans, die gleich dahinter fuhr, ausweichen und lief genau in einen Torpedo, der ihr den Bug wegriss. Dieser rutschte die Backbordseite entlang und beschädigte das Schiff an mehreren Stellen. 183 Besatzungsmitglieder starben. Das Schiff verlor ein Fünftel seiner Gesamtlänge, konnte jedoch aus eigener Kraft am Morgen des 1. Dezember Tulagi erreichen. Es wurde getarnt, um es vor Luftangriffen zu schützen, und die Besatzung baute einen behelfsmäßigen Bug aus Stämmen von Kokospalmen. 11 Tage später lief die New Orleans nach Sydney, wo sie am 24. Dezember eintraf. Auf der Marinewerft Cockatoo wurde eine beschädigte Schraube ersetzt, ein vorfabrizierter Behelfsbug angesetzt und weitere Reparaturen durchgeführt. Am 7. März 1943 erreichte sie den Puget Sound Naval Shipyard in Washington, wo sie einen neuen Bug bekam und alle Schäden repariert wurden.
Am 31. August lief sie in Pearl Harbor ein, um Gefechtsübungen durchzuführen. Danach schloss sie sich einer Kreuzer-Zerstörer-Flottille an, um vom 5. und 8. Oktober Wake anzugreifen, wobei sie einen Angriff japanischer Torpedoflugzeuge zurückschlagen konnte. Am 10. November lief die New Orleans wiederum aus Pearl Harbor aus, um sich am 20. November am vorbereitenden Beschuss zu Landung auf den Gilbertinseln zu beteiligen. Danach beschützte sie Flugzeugträger beim Angriff auf die östlichen Marshallinseln. Bei den Luftangriffen wurde die neue Lexington, namensgleich mit dem Flugzeugträger, dessen Mannschaft von der New Orleans gerettet wurde, von einem Torpedo getroffen, und der Kreuzer deckte die erfolgreiche Rückfahrt nach Pearl Harbor, wo sie am 9. Dezember eintraf.
Ab dem 29. Januar 1944 feuerte die New Orleans auf Ziele auf den Marshallinseln, wo sie Flugfelder und Marinestützpunkte wie Kwajalein beschoss. Sie tankte danach in Majuro nach und lief am 11. Februar aus, um sich der Flugzeugträgergruppe, die Truk, die japanische Basis in den Karolinen, angriff, anzuschließen. Während Luftangriffe geflogen wurden, fuhr die New Orleans um das Atoll, um flüchtende Schiffe abzufangen. Ihre Task Force konnte einen leichten Kreuzer, einen Zerstörer und einen U-Boot-Jäger zerstören. Danach fuhr sie zu einem Angriff auf die Marianen und kehrte nach Majuro und weiter Pearl Harbor zurück.
Die Flugzeugträger, die von der New Orleans eskortiert wurden, griffen Ende März wiederum Ziele in den Karolinen an. Danach unterstützte sie die Landungen bei Hollandia auf Neuguinea. Dort flog ein beschädigtes Kampfflugzeug der Yorktown in ihren Hauptmast, der einige Kanonen beschädigte, als er ins Meer fiel. Dabei wurde ein Besatzungsmitglied getötet und eines verletzt. Die New Orleans blieb im Einsatz und patrouillierte vor Neuguinea. Danach nahm sie an weiteren Angriffen auf Truk und Satawan teil. Am 4. Mai fuhr sie nach Majuro zurück.
Am 10. Juni lief die New Orleans von Kwajalein zu den Marshallinseln, um an den Vorbereitungen zur Eroberung der Marianen teilzunehmen. Sie beschoss am 15. und 16. Juni 1944 Saipan und schloss sich danach den Flugzeugträgern, die die japanische Trägerflotte in der Schlacht in der Philippinensee besiegten, an. In dieser letzten großen Trägerschlacht wurden drei japanische Flugzeugträger und ein Großteil der Flugzeuge (ca. 395) zerstört. Die Kampfflugzeuge, die zu den amerikanischen Trägern durchkamen, wurden von der New Orleans und anderen Begleitschiffen abgeschossen. Nach dieser Schlacht war die japanische trägergestützte Luftwaffe nicht mehr in der Lage, weitere Angriffe vorzutragen.
Bis August 1944 patrouillierte sie vor Saipan und Tinian, kehrte am 13. nach Eniwetok zurück, von wo sie am 28. August zu den Trägerangriffen auf die Bonininseln, den Bombardierungen von Iwojima am 1. und 2. September und zur Unterstützung der Landungen auf Palau fuhr. Nach Ergänzungen in Manus griff die Task Force die Flugfelder auf Okinawa, Formosa und Luzon an, von wo die Japaner die Landungen auf Leyte am 20. Oktober hätten angreifen können. Die Flugzeugträger starteten weiter Angriffe, als die Japaner alle ihre verbliebenen Schiffe einsetzten, um die amerikanischen Operationen auf den Philippinen abzuwehren. Die New Orleans schützte ihre Flugzeugträger in der See- und Luftschlacht im Golf von Leyte. In dieser Schlacht errangen die Amerikaner einen überwältigenden Sieg, und die Japaner hatten nur mehr die Fähigkeit zu Selbstmordkommandos.
Nachdem sie in Ulithi wieder ergänzt hatte, begleitete die New Orleans Flugzeugträger während der Angriffe vor den Philippinen, die zur Vorbereitung der Landung auf Mindoro dienten. Ende Dezember lief sie zur Mare Island Naval Shipyard, um überholt zu werden, gefolgt von Übungen vor Hawaii. Am 18. April 1945 kehrte sie nach Ulithi zurück, und zwei Tage später lief sie nach Okinawa, wo sie am 23. April eintraf, um Feuerunterstützung für die Landungen bei der Schlacht um Okinawa zu geben. Sie duellierte sich mit Batterien auf der Insel. Nach zwei Monaten vor der Insel lief sie zu den Philippinen, wo sie ergänzt und repariert wurde. Sie lag noch in der Subic-Bucht, als die Kriegshandlungen eingestellt wurden.
Die New Orleans lief am 28. August mit einer Kreuzer-Zerstörer-Streitmacht nach China und Korea. Sie sicherte die Internierung japanischer Schiffe in Tsingtao, die Evakuierung befreiter alliierter Kriegsgefangener und die Landung von Truppen in China und Korea, bis sie am 17. November zur Mündung des Peking River fuhr und Veteranen nach Hause brachte. Sie nahm weitere Truppen in Sasebo an Bord, die sie am 8. Dezember nach San Francisco brachte. Nach gleichartigen Einsätzen fuhr sie im Januar 1946 durch den Panamakanal, um die namensgleiche Stadt zu besuchen. Danach fuhr sie zur Philadelphia Naval Shipyard, wo sie am 10. Februar 1947 außer Dienst gestellt und der Reserve zugeteilt wurde. Sie wurde am 1. März 1959 aus dem Marineregister gestrichen und am 22. September 1959 zur Verschrottung verkauft.
Die New Orleans erhielt sechs Battle Stars für ihre Einsätze im Zweiten Weltkrieg.